# Топорное (озеро, Беломорский район)
Топорное — озеро на территории Сосновецкого сельского поселения Беломорского района Республики Карелии.

## Общие сведения
Площадь озера — 1,1 км². Располагается на высоте 116,4 метров над уровнем моря.
Форма озера овальная: оно вытянуто с запада на восток. Берега каменисто-песчаные, местами заболоченные.
Из западной оконечности озера вытекает ручей Топорный, впадающий в Маслозеро. Маслозеро, в свою очередь, соединяется протокой с озером Лежево, через которое протекает река Охта. Последняя впадает в реку Кемь.
В озере расположено не менее трёх безымянных островов различной площади.
С севера и юга вдоль озера проходят лесные дороги.
Код объекта в государственном водном реестре — 02020001011102000006523.